# Arado Ar 96

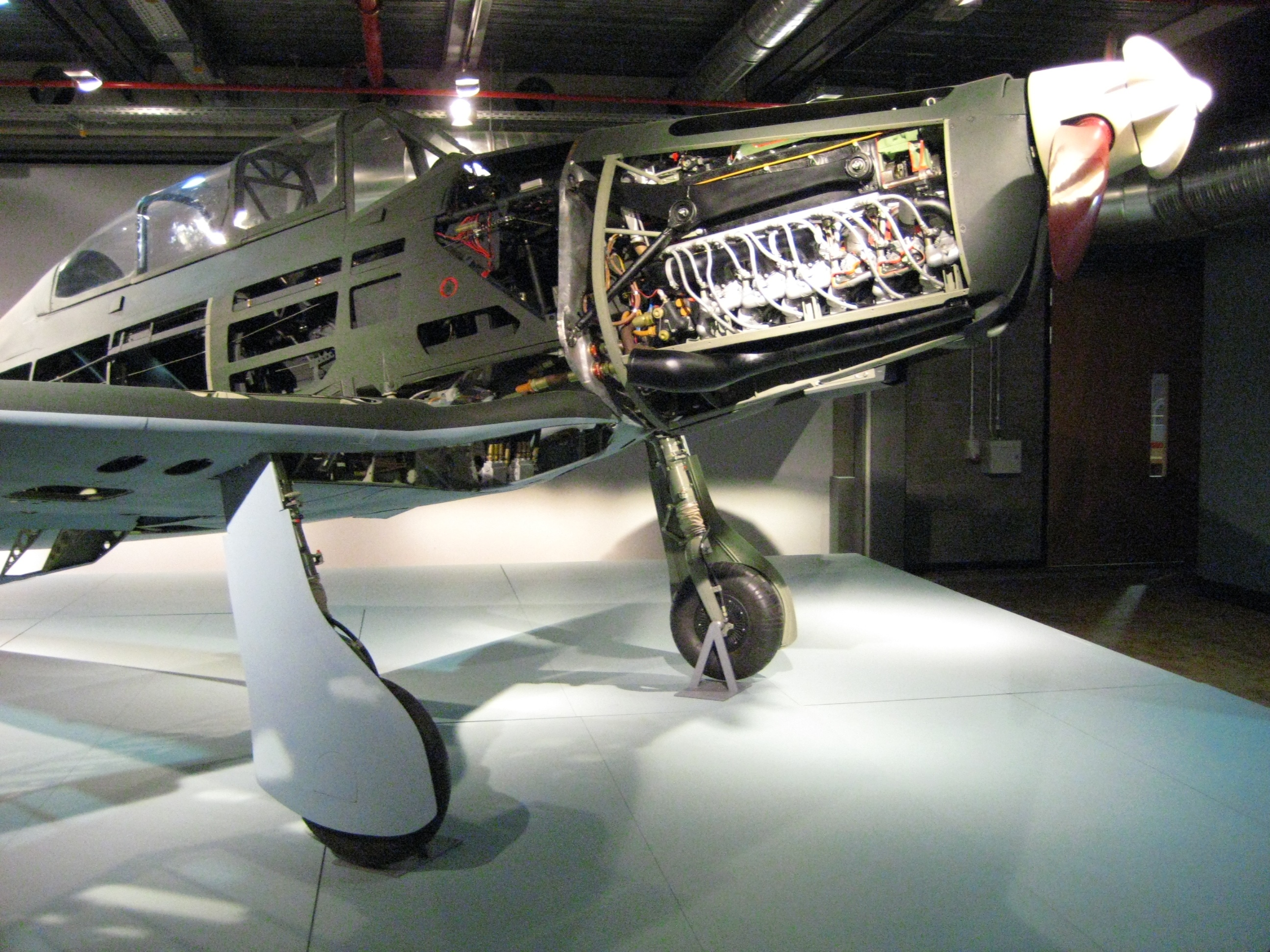
Arado Ar 96 im Technikmuseum Berlin

Die Arado Ar 96 war ein einmotoriges deutsches Schulflugzeug der Arado Flugzeugwerke aus der zweiten Hälfte der 1930er-Jahre. Der Tiefdecker war mit einer geschlossenen Pilotenkanzel und Einziehfahrwerk ausgerüstet. Im Zweiten Weltkrieg war die Ar 96 eines der Standard-Schulflugzeuge der deutschen Luftwaffe.

## Entwicklung
Die Entwicklung wurde von Walter Blume durchgeführt und begann 1936 auf Grund einer Ausschreibung des Reichsluftfahrtministeriums, das für insgesamt 1,294 Mio. Reichsmark drei Versuchsmuster und für Festigkeitsversuche eine Bruchzelle bestellte. Darüber hinaus wurde eine Nullserie von sechs Flugzeugen der Variante A mit einem V8-Motor Typ Argus As 10 C mit 240 PS geordert. Der Erstflug des Prototyps erfolgte 1938. Die Serienfertigung begann 1939 und wurde auf das Arado-Zweigwerk in Brandenburg an der Havel (Flugplatz Briest) sowie die AGO Flugzeugwerke in Oschersleben aufgeteilt. Vor dem Zweiten Weltkrieg konnten noch die ersten zwölf Serienflugzeuge ausgeliefert werden. Nach der Lieferung von 92 Flugzeugen der A-Serie wurde das Flugzeug auf den V12-Motor Argus As 410 A mit 465 PS umgestellt und damit die B-Serie geschaffen. Als Versuchsmuster für diese Serie dienten die beiden bestellten B-0 sowie die umgebaute V3.

### Prototypen
| V-Muster | Version | W.-Nr. | Kennzeichen    | Bemerkung                                     |
| -------- | ------- | ------ | -------------- | --------------------------------------------- |
| V1       | A       | 2067   | D-IRUU         | Umbau in V7                                   |
| V2       | A       | 2068   | D-IFHD         | Umbau in V5                                   |
| V3       | A       | 2069   | D-IGME         | Umbau in V6                                   |
| V4       | A       | 2070   | D-IZIE         |                                               |
| V5       | B       | 2068   | D-INDQ         | Umbau aus V2                                  |
| V6       | B       | 2069   | D-IWCY / GJ+AL | Umbau aus V3                                  |
| V7       | B       | 2067   | D-IRUU         | Umbau aus V1                                  |
| V9       | B       | 2075   | D-IXWZ         | Prototyp für Bulgarien                        |
|          | B       | 3732   |                | Vmtl. Nullserie, 1. September 1940 in Rechlin |
|          | B       | 3733   |                | Vmtl. Nullserie, 1. September 1940 bei Arado  |

Anmerkung: Kennzeichen bzw. Stammkennzeichen der V3 und V4 sowie die WNr. der V5 und V6, sowie die Existenz der V7 sind nicht mehr zweifelsfrei nachzuweisen.
Parallel zur Fertigung der Ar 96 lief die Ju-88-Serie bei Arado an, so dass im Juni 1941 aus Kapazitätsgründen die Fertigung der Ar 96 in Brandenburg auslief. Bei AGO wurde die letzte Ar 96 bereits im April 1941 ausgeliefert. Die Produktion wurde in der zweiten Hälfte 1940 zum Flugzeughersteller Avia in Prag verlagert, die einen Großteil der insgesamt etwa 2900 gebauten Ar 96 ablieferte. Ab Januar 1944 wurde auch die Firma Letov an der Produktion beteiligt. Die Fertigung lief im Februar/März 1945 aus, nachdem im letzten Lieferplan vom 15. März 1945 vorgesehen war, nur noch die Bücker Bü 181 als Schulflugzeug zu produzieren.
Die Flugzeuge aus tschechischer Produktion konnten wegen technischer Mängel nur bis 350 km/h eingesetzt werden. Normal wären 600 km/h im Sturzflug. Die betreffenden Maschinen trugen am Armaturenbrett ein Warnschild.
Der Einsatz der Ar 96 erfolgte vorwiegend an den Jagdflieger-, Zerstörer- und Nachtjagdschulen. Aus der Vertriebsserie von 45 Flugzeugen wurden 1940 vier Flugzeuge an Bulgarien und 1939/1940 insgesamt 41 Flugzeuge an Ungarn geliefert. Auch in den Jahren danach wurden Flugzeuge, allerdings aus der RLM-Serie exportiert. Nachweisbar sind für die Jahre 1941 und 1942 20 Flugzeuge für Bulgarien, 59 Flugzeuge für Ungarn und drei Flugzeuge für die Slowakei.

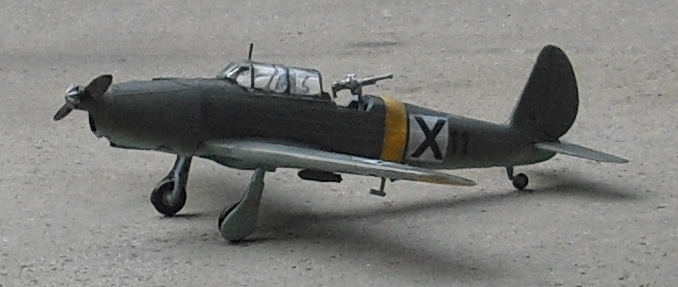
Modell als Illustration der bulgarischen Version mit offenem Heckstand

Die V9 wurde als Prototyp für die bulgarische Version ausgerüstet. Diese unterschied sich durch ein offenes hinteres Cockpit mit einem beweglichen MG auf Arado-Lafette Typ K sowie Abwurfeinrichtung für drei Splitterbomben unter den Tragflächen.
Nachdem die Arado Ar 197 nicht in Serie gegangen war, wurden bei der Erprobungsstelle See Travemünde sechs mit Katapultbeschlägen und Fanghaken ausgerüstete Ar 96 B-1 für den Einsatz auf dem Flugzeugträger Graf Zeppelin erprobt. Die Versuche sollen bei der II./TGr 186 durchgeführt worden sein. Die Maschinen wurden als B-1 (Träger) bezeichnet (nach anderen Quellen B-1 als auch B-3) und stammten sämtliche aus der Produktion von Avia. Ihre Kennzeichen waren SJ+UT, SJ+UU, PH+GD, PH+GZ, CD+OA und CD+OJ. Nicht bei allen dieser Maschinen ist der Einbau der kompletten Trägerausrüstung wie Fanghaken etc. nachgewiesen.
Zwei Maschinen (PH+GZ, CD+OA) wurden 1943 für die Erprobung in Italien freigegeben, die dann in Perugia-San Egidio stattfand. Ferner erhielt die tschechische Firma Mraz 1942 den Auftrag, insgesamt 120 Ar 96 B-1 zu B-1/U2- und B-1/U3-Führungs- und Trägerschulflugzeugen umzubauen. Der Auftrag wurde jedoch mangels Bedarf bis zum 31. Oktober 1943 wieder zurückgezogen.
Wegen der zunehmenden Rohstoffknappheit, insbesondere auch an Duraluminium, wurde nach Ersatzstoffen gesucht. Nach der erfolglosen Einfachausführung Arado Ar 296 wurde die Arado Ar 396 aus Holz entwickelt.
Nach dem Krieg wurde die Fertigung der Ar 96 bei Avia und Letov wieder aufgenommen und bis 1949 insgesamt 409 Flugzeuge (227 Avia, 182 Letov) unter der Bezeichnung C-2 gefertigt.

## Produktion bis Kriegsende
| Version        | Arado | AGO | Avia | Letov | SUMME | Bauzeitraum                                          |
| -------------- | ----- | --- | ---- | ----- | ----- | ---------------------------------------------------- |
| Prototypen     | 4     |     |      |       | 4     | 1937–1938                                            |
| A-0            | 6     |     |      |       | 6     | davon 3 am 1. April 1939 geliefert, W.-Nr. 2879–2884 |
| A              | 23    | 69  |      |       | 92    | Mitte 1939 bis Mai 1940                              |
| B-0            | 2     |     |      |       | 2     | 1940                                                 |
| B-1            | 144   | 223 | 997  | 17    | 1381  | Juli 1940 bis April 1944                             |
| B-3            |       |     | 210  |       | 210   | 1941–1943                                            |
| B-6            |       |     | 100  |       | 100   | Juli 1943 bis Januar 1944                            |
| B-7            |       |     | 518  | 378   | 896   | Mai 1944 bis März 1945                               |
| B-7/B-8        |       |     |      | 81    | 81    | Dezember 1944 bis März 1945                          |
| B-8            |       |     |      | 74    | 74    | Juni 1944 bis Januar 1945                            |
| Vertriebsserie | 45    |     |      |       | 45    | 1939–1940                                            |
| SUMME          | 224   | 292 | 1825 | 550   | 2891  |                                                      |

Für Dezember 1944 und Februar/März 1945 liegen für Letov keine Aufteilungen in die Versionen B-7 und B-8 vor. Es ist jedoch anzunehmen, dass der Großteil der gebauten Flugzeuge der Version B-7 angehörte. Bei den Versionen B-1 und B-7 handelte es sich um unbewaffnete Schulflugzeuge, bei den drei anderen Versionen wahrscheinlich um mit einem MG 17 bewaffnete Schulflugzeuge.

## Technische Daten

Dreiseitenriss

| Kenngröße             | Daten Arado Ar 96A                     | Daten Arado Ar 96B                         |
| --------------------- | -------------------------------------- | ------------------------------------------ |
| Besatzung             | 2 (Flugschüler / -lehrer)              | 2 (Flugschüler / -lehrer)                  |
| Länge                 | 8,78 m                                 | 9,10 m                                     |
| Spannweite            | 11,00 m                                | 11,00 m                                    |
| Höhe                  | 2,64 m                                 | 2,60 m                                     |
| Flügelfläche          | 17,10 m²                               | 17,10 m²                                   |
| Flügelstreckung       | 7,1                                    | 7,1                                        |
| Leermasse             | 1045 kg                                | 1295 kg                                    |
| Startmasse            | 1500 kg                                | 1700 kg                                    |
| Reisegeschwindigkeit  | 225 km/h                               | 295 km/h                                   |
| Höchstgeschwindigkeit | 275 km/h                               | 330 km/h in Bodennähe                      |
| Landegeschwindigkeit  | 96 km/h                                | 103 km/h                                   |
| Steigzeit             | 3,5 min auf 1000 m 13,3 min auf 3000 m | 6,5 min auf 3000 m Höhe                    |
| Dienstgipfelhöhe      | 4900 m                                 | 7100 m                                     |
| Reichweite            | 950 km                                 | 990 km                                     |
| Triebwerke            | 1 × Argus As 10C                       | 1 × Argus As 410A-1                        |
| Leistung              | 240 PS (177 kW)                        | 465 PS (342 kW)                            |
| Bewaffnung            |                                        | ein starres 7,92-mm-MG 17 oder ein Foto-MG |

## Erhaltene Flugzeuge
- Ar 96 B-1 im Flyhistorisk Museum Sola, Norwegen.[10] Das Flugzeug (Wnr. 4246, PI+OT) gehörte zur in Herdla stationierten 3. Staffel des JG 5. Der Flugzeugführer Fritz Mühlberger musste am 13. März 1943 auf einem Flug nach Sola aufgrund von Motorproblemen auf dem zugefrorenen Storavatnet-See bei Bergen notlanden, in dem die Ar 96 beim Einsetzen der Schneeschmelze versank. Sie wurde am 7. November 1992 gehoben und originalgetreu restauriert. Im Winter 2023/2024 sollen die Arbeiten ihren Abschluss finden.[11]
- Ar 96 B-1 (Wnr. 425 462; Rekonstruktion unter Verwendung von Originalteilen dreier Flugzeuge)[11] im Deutschen Technikmuseum Berlin